# 赣州文庙
25°51′31″N 114°56′38″E / 25.85859°N 114.94389°E
赣州文庙位于中国江西省赣州市章贡区厚德路东段，为原赣县县学，至今已有近千年历史，现为江西省文物保护单位。

## 历史
赣州文庙旧址在唐代时曾为道教紫极观，到宋代又改为大中祥符宫。于北宋皇祐二年（1050年），赣县县令王希主持在此旧址上修建的孔庙，亦为赣县最早的县学。此后，曾于南宋绍兴年间毁于兵火，后得以重建。县学于明代曾两次迁往赣州城西北的景德寺（现郁孤台前）。清乾隆元年（1736年），知县张照乘又将县学迁回了县学旧址。此后曾多次翻修。

## 现况
现存建筑主体建于乾隆四十二年（1778年）占地约10000平方米，整个建筑群分为三组，采用平行轴线方式布局。
中轴线：大成门、名宦祠、乡贤祠、东庑、西庑、大成殿、崇圣祠
东轴线：魁星阁、尊经阁
西轴线：节孝祠

## 图集

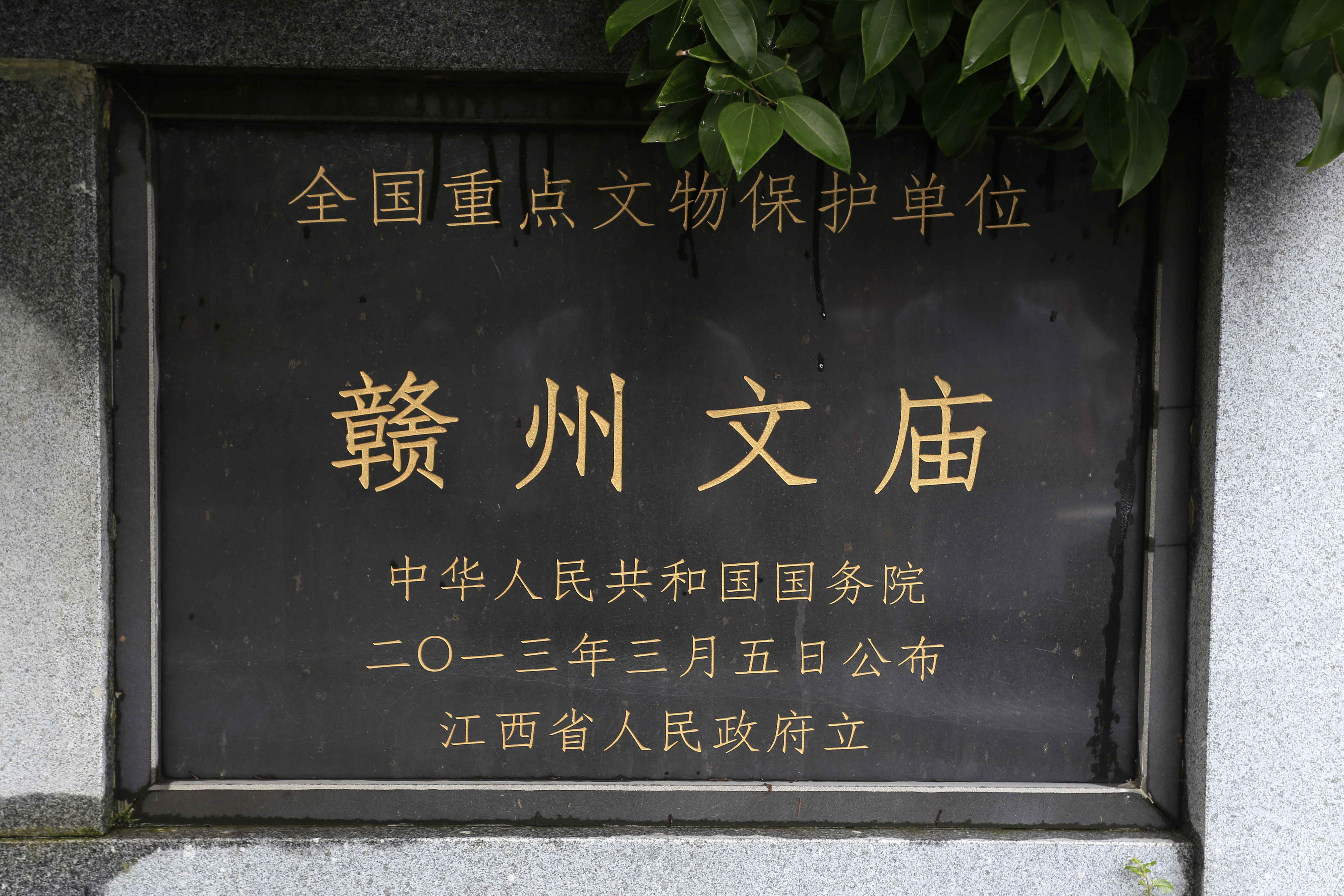
文保碑
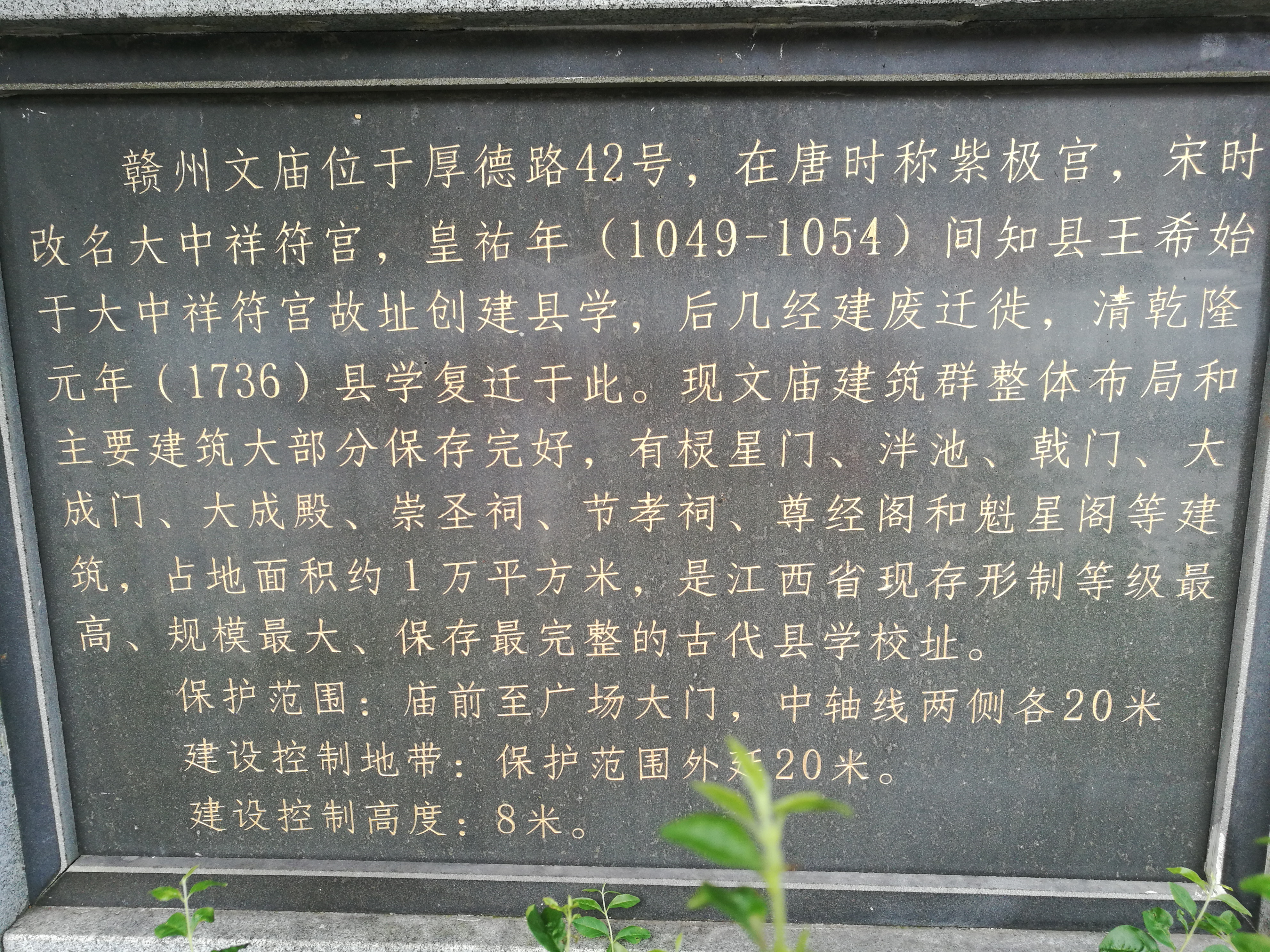
解说碑
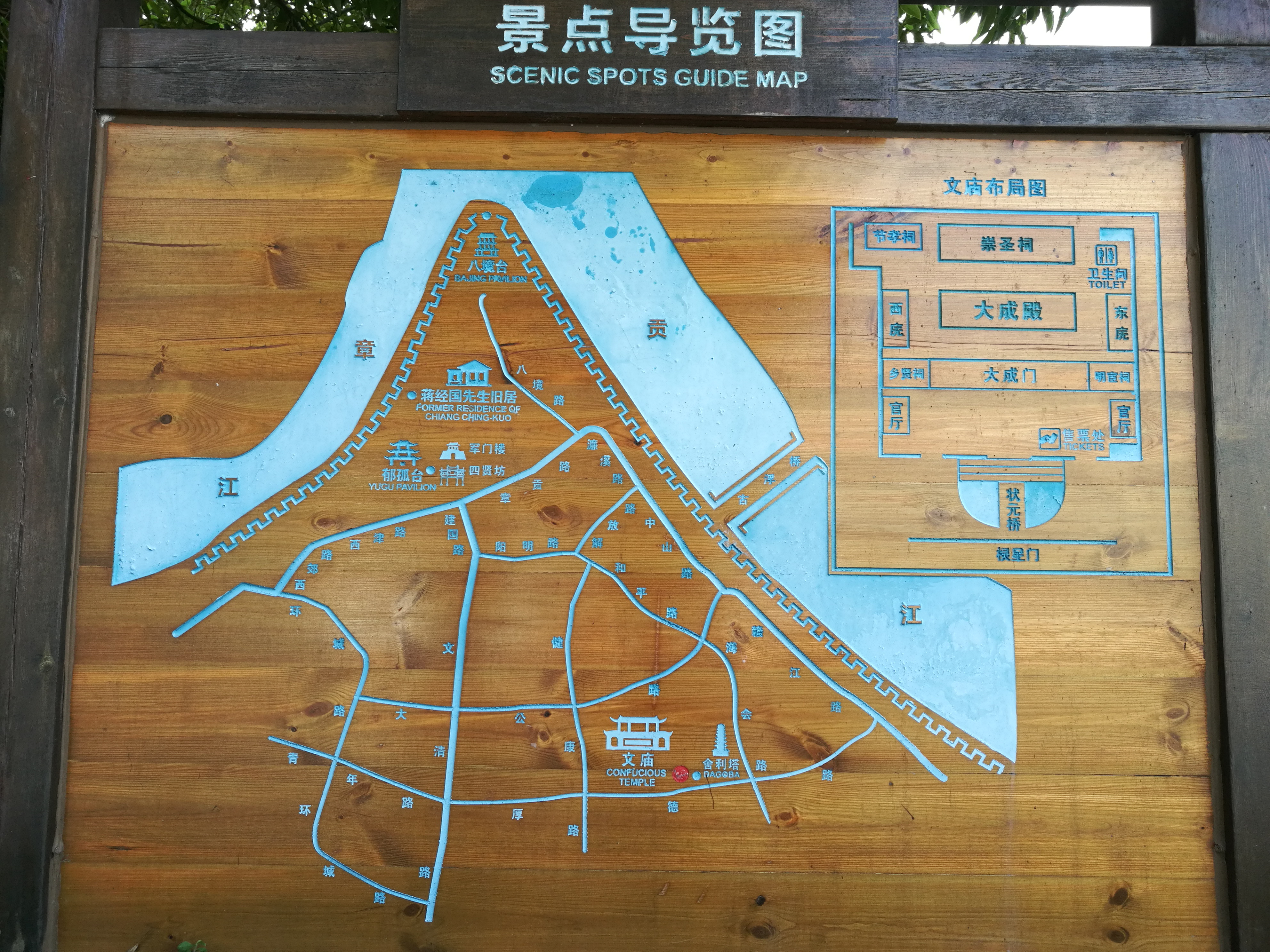
位置示意图
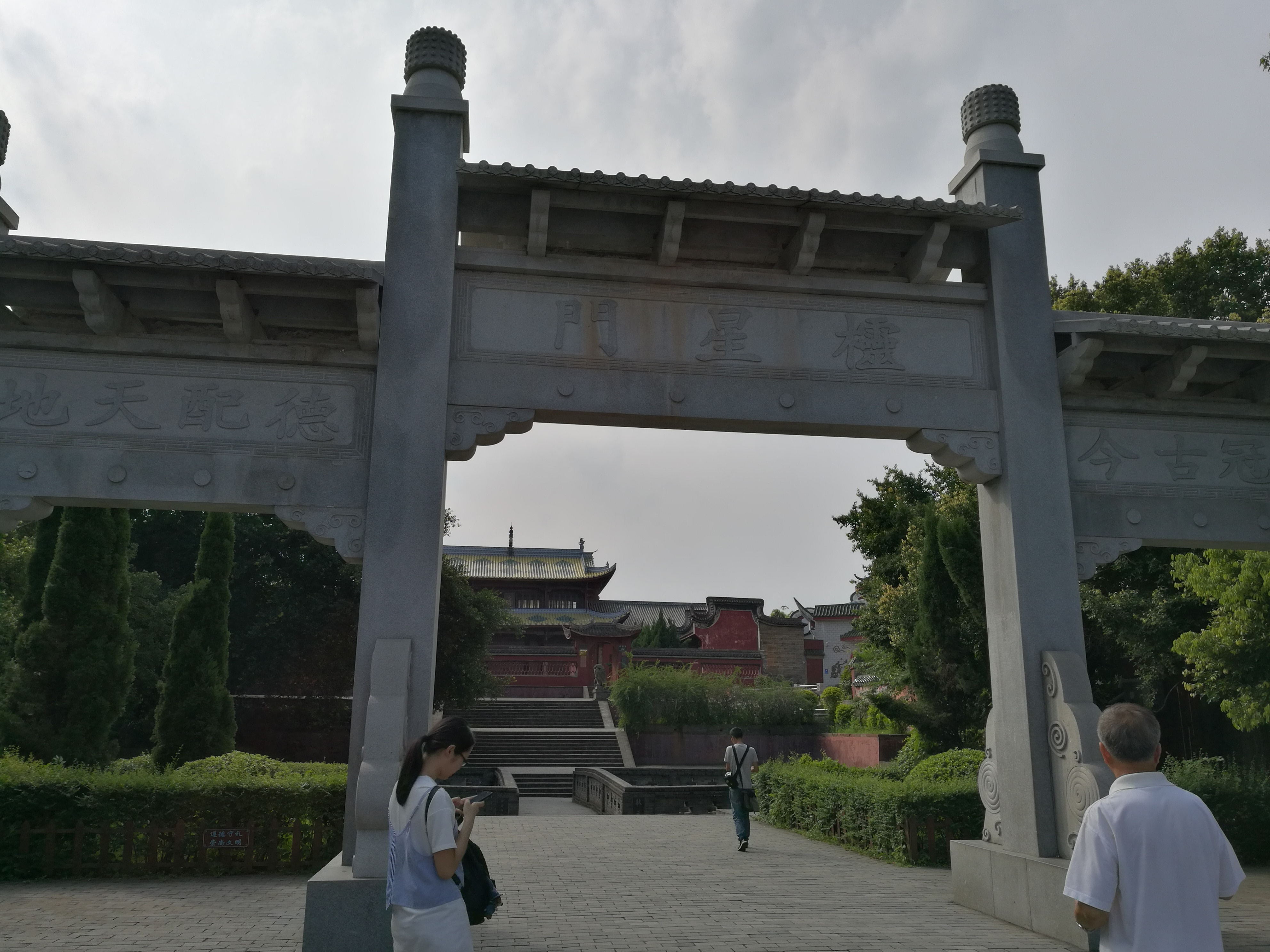
棂星门正面
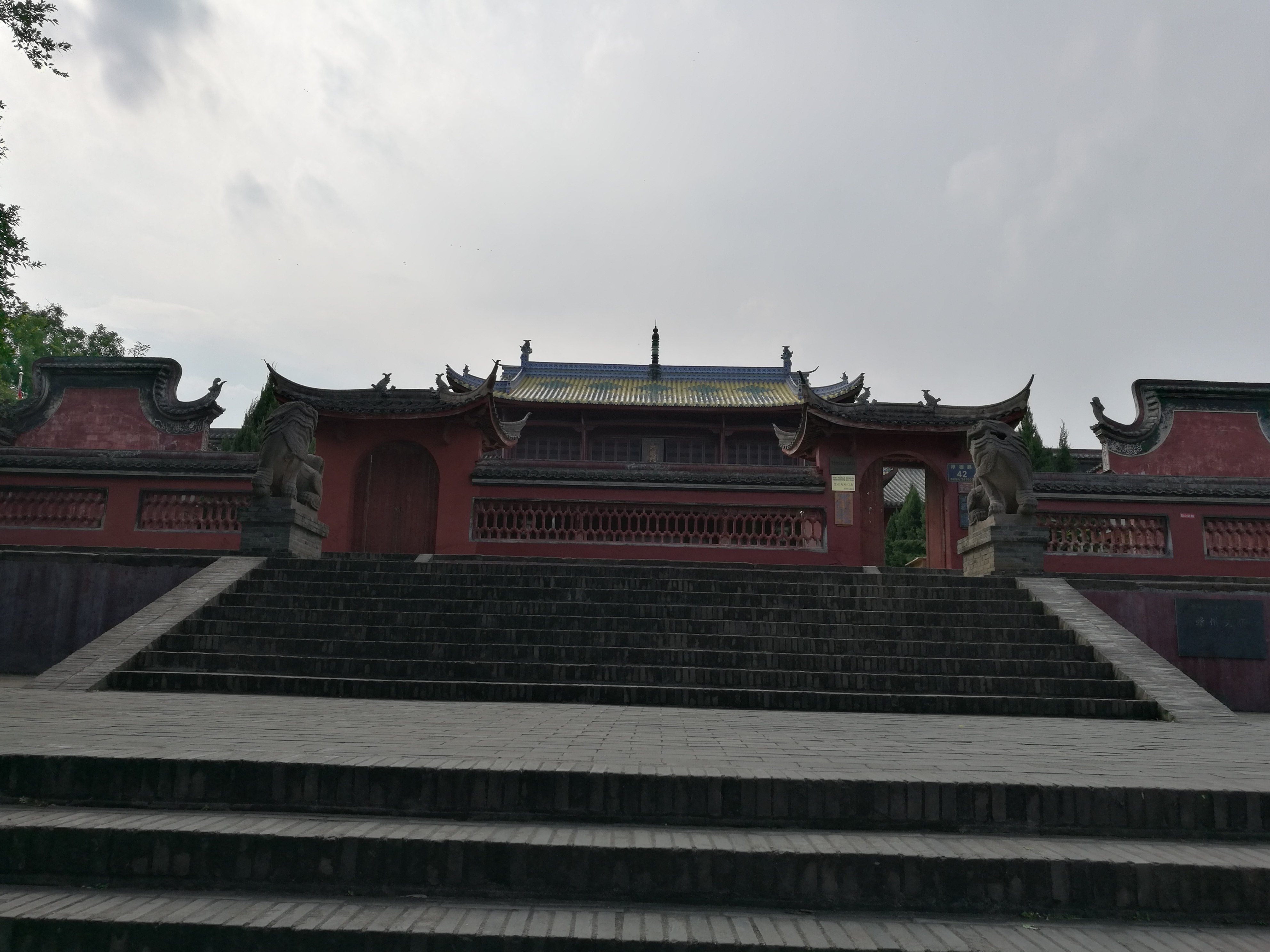
戟门
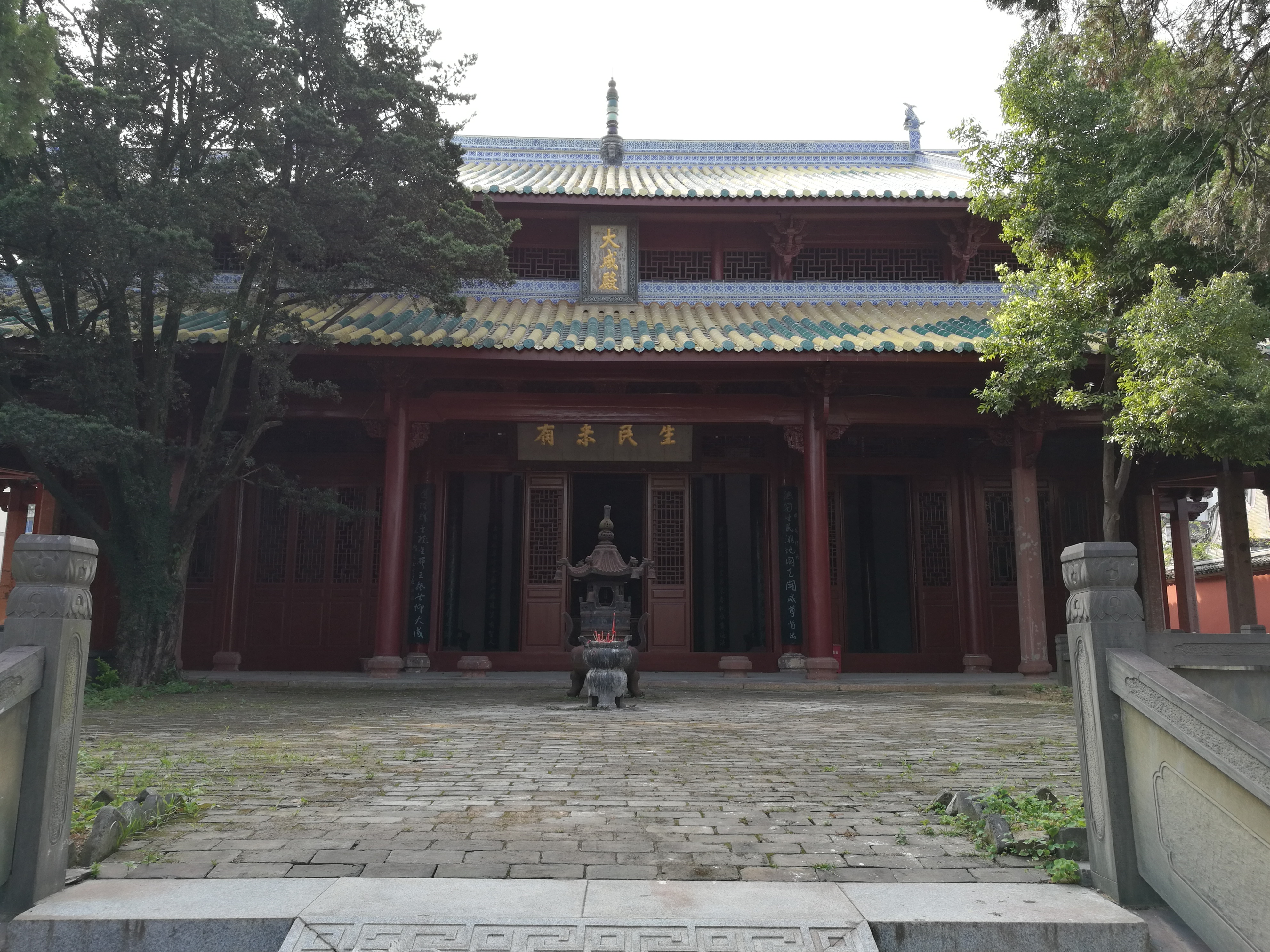
大成殿
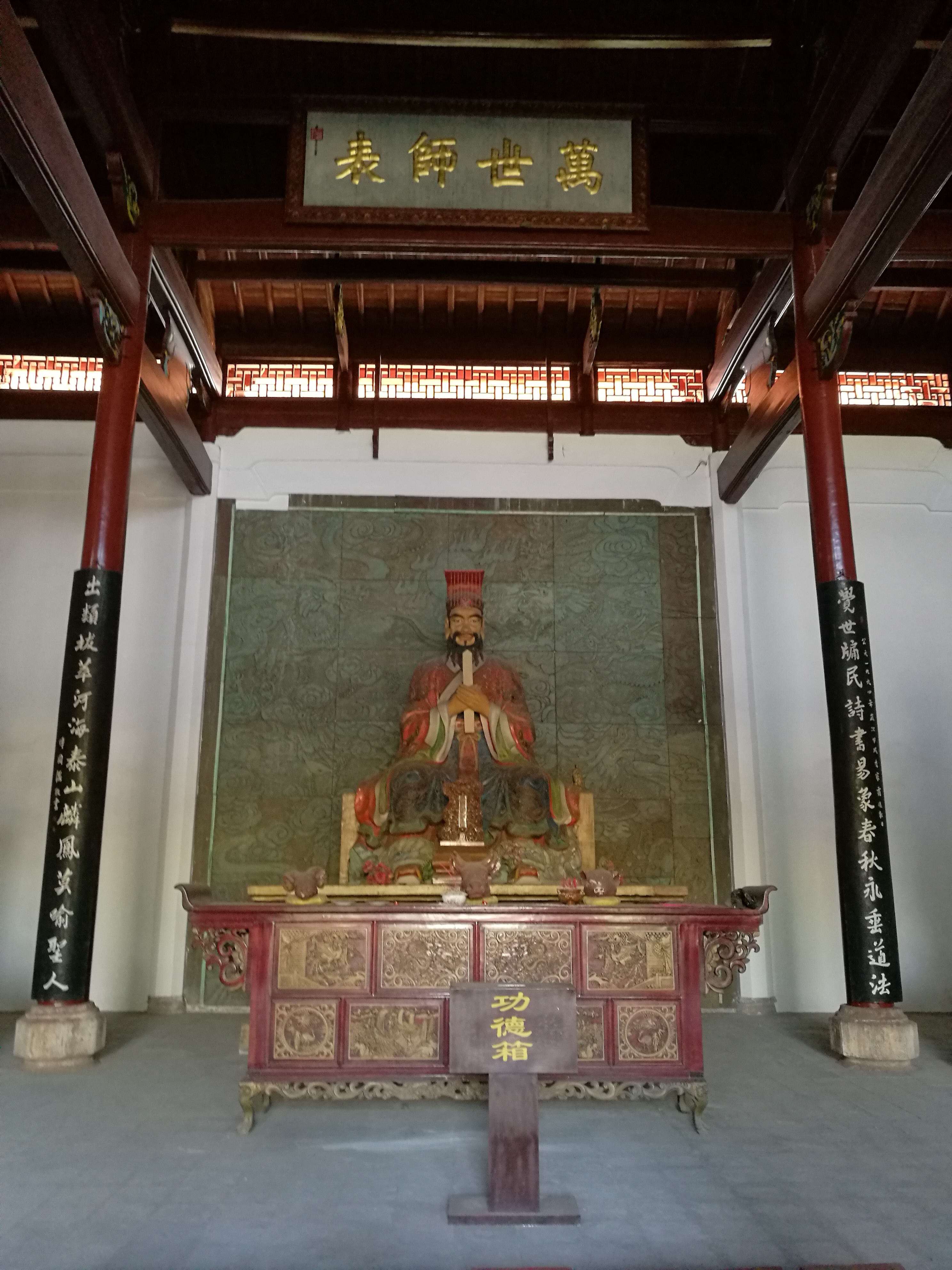
大成殿内的孔子塑像